# A Cadeira do Dentista e Outras Crônicas
A Cadeira do Dentista e Outras Crônicas é um livro de crônica de Carlos Eduardo Novaes, publicado pela primeira vez em 1994. Faz parte da série Para Gostar de Ler (vol. 15), da Editora Ática.